# Omiodes indicata
Omiodes indicata is een vlinder uit de familie van de grasmotten (Crambidae), uit de onderfamilie van de Spilomelinae. De wetenschappelijke naam van deze soort is voor het eerst voorgesteld als Phalaena indicata door Johan Christian Fabricius in een publicatie uit 1775.
De spanwijdte bedraagt ongeveer 2 centimeter.

## Verspreiding
De soort komt voor in
- het Afrotropisch gebied (Kaapverdië, Mali, Sierra Leone, Ghana, Nigeria, Kameroen, Gabon, Congo-Brazzaville, Congo-Kinshasa, Oeganda, Kenia, Tanzania, Mozambique, Namibië, Zimbabwe, Zuid-Afrika, Comoren, Seychellen, Madagaskar, Réunion, Mauritius, Chagosarchipel, Saudi-Arabië),
- het Palearctisch gebied (Centraal-China, Japan[2]),
- het Oriëntaals gebied (India, Sri Lanka, Andamanen, China (Fujian), Bangladesh, Myanmar, Thailand, Singapore, Taiwan[3], Maleisië (Sarawak), Indonesië (Java)),
- het Australaziatisch gebied (Papoea-Nieuw-Guinea, Australië (Queensland)),
- het Nearctisch gebied (de Verenigde Staten),
- het Neotropisch gebied (Cuba, Puerto Rico, Dominicaanse Republiek, Sint-Maarten, Mexico, Belize[4], Honduras[5], Costa Rica, Guyana, Suriname, Frans-Guyana, Brazilië, Ecuador, Argentinië).

## Waardplanten
De rups leeft op:
- Acanthaceae
  - Justicia sinensis
- Asteraceae
  - Chrysanthemum indicum
- Chenopodiaceae
  - Beta vulgaris
- Convolvulaceae
  - Ipomoea purpurea
- Cucurbitaceae
  - Trichosanthes cucumerina[6]
- Fabaceae
  - Arachis hypogaea
  - Cajanus cajan
  - Calopogonium sp.
  - Centrosema sp.
  - Crotalaria juncea[6]
  - Desmodium intortum
  - Flemingia strobilifera
  - Glycine hispida
  - Glycine max
  - Lablab purpureus
  - Macrotyloma uniflorum[6]
  - Mucuna atropurpurea
  - Phaseolus sp.
  - Phasolus ayreus
  - Pueraria phaseoloides
  - Vigna mungo
  - Vigna radiata
  - Vigna sinensis
  - Vigna subterranea
  - Vigna unguiculata
  - Vigna vexillata
- Lamiaceae
  - Coleus sp.
  - Hyptis brevipes
  - Ocimum gratissimum
- Liliaceae
  - Gloriosa sp.
- Poaceae
  - Zea mays[1]
- Solanaceae
  - Nicotiana tabacum
- Theaceae
  - Camellia sinensis
- Verbenaceae
  - Lantana camara